# Tetraulax junodi
Tetraulax junodi es una especie de escarabajo de la familia Cerambycidae. Fue descrita por Stephan von Breuning en 1950. Se encuentra en Sudáfrica.